# 定川郡
定川郡，中国南北朝、唐朝时设置的郡。
- 南朝齐置定川郡，治兴昌县（今广西玉林市西南）。辖境相当今广西壮族自治区玉林市一带，南梁沿置，南陈兴昌县改为方度县。隋文帝开皇九年（589年），废定川郡，方度县直属越州。
- 唐玄宗天宝元年（742年）改牢州置定川郡，治所在南流县（今广西玉林市）。下辖南流县、定川县、宕川县。辖境相当今广西玉林市东部、南部之地。唐肃宗乾元元年（758年）改复改为牢州。